# علي بن هلال الجزائري
زين الدين أبو الحسن علي بن هلال الجزائري الملقب بشيخ الإسلام،  شيخ الاِمامية، الفقيه المجتهد، المتكلِّم، العراقي أصلاً ومحتِداً، ولد في جزائر خوزستان ببلاد إيران.

## سيرة
سكن كرك نوح، وارتحل إلى العراق، وأدرك فقيه عصره أحمد بن محمد بن فهد الحلي (المتوفّى 841 هـ)، وقرأ عليه، وأخذ عنه، وأخذ أيضاً عن تلميذي ابن فهد: جمال الدين الحسن بن الحسين بن مطر الاَسدي الجزائري، والحسن بن يوسف ابن العشرة الكسرواني (المتوفّى 862هـ).

## تلاميذه
وممن تفقه وروى عنه: محمد بن علي بن أبي جمهور الاَحسائي، وإبراهيم بن الحسن الدرّاق، وعز الدين بن جعفر بن شمس الدين الآملي، وبهاء الدين الاسترآبادي.

## مؤلفاته
صنّف كتباً في المنطق والكلام والاَُصول، منها: كتاب الدر الفريد في التوحيد.

## قيل عنه
قال الشيخ الحر في تذكرة المتبحرين (633): «الشيخ زين الدين علي بن هلال الجزائري: كان فاضلا، متكلما، عالما، له كتاب الدر الفريد في التوحيد، يروي عن الشيخ أحمد بن فهد، ويروي عنه الشيخ علي بن عبد العالي العاملي الكركي، وقد أثنى عليه في بعض إجازاته ثناء بليغا من جملته أن قال: شيخ الاسلام فقيه أهل البيت في زمانه».

## وفاته
كانت وفاته عام 937 هـ في النجف وله من العمر سبعون سنة.